# Zanmu
 (octobre 2024).
La mise en forme du texte ne suit pas les recommandations de Wikipédia : il faut le « wikifier ».
Les points d'amélioration suivants sont les cas les plus fréquents. Le détail des points à revoir est peut-être précisé sur la page de discussion.
- Les titres sont pré-formatés par le logiciel. Ils ne sont ni en capitales, ni en gras.
- Le texte ne doit pas être écrit en capitales (les noms de famille non plus), ni en gras, ni en italique, ni en « petit »…
- Le gras n'est utilisé que pour surligner le titre de l'article dans l'introduction, une seule fois.
- L'italique est rarement utilisé : mots en langue étrangère, titres d'œuvres, noms de bateaux, etc.
- Les citations ne sont pas en italique mais en corps de texte normal. Elles sont entourées par des guillemets français : « et ».
- Les listes à puces sont à éviter, des paragraphes rédigés étant largement préférés. Les tableaux sont à réserver à la présentation de données structurées (résultats, etc.).
- Les appels de note de bas de page (petits chiffres en exposant, introduits par l'outil «  Source ») sont à placer entre la fin de phrase et le point final[comme ça].
- Les liens internes (vers d'autres articles de Wikipédia) sont à choisir avec parcimonie. Créez des liens vers des articles approfondissant le sujet. Les termes génériques sans rapport avec le sujet sont à éviter, ainsi que les répétitions de liens vers un même terme.
- Les liens externes sont à placer uniquement dans une section « Liens externes », à la fin de l'article. Ces liens sont à choisir avec parcimonie suivant les règles définies. Si un lien sert de source à l'article, son insertion dans le texte est à faire par les notes de bas de page.
- La présentation des références doit suivre les conventions bibliographiques. Il est recommandé d'utiliser les modèles {{Ouvrage}}, {{Chapitre}}, {{Article}}, {{Lien web}} et/ou {{Bibliographie}}. Le mode d'édition visuel peut mettre en forme automatiquement les références.
- Insérer une infobox (cadre d'informations à droite) n'est pas obligatoire pour parachever la mise en page.

Pour une aide détaillée, merci de consulter Aide:Wikification.
Si vous pensez que ces points ont été résolus, vous pouvez retirer ce bandeau et améliorer la mise en forme d'un autre article.
Albums de Ado
Kyōgen (en)
(2022)
Zanmu (残夢, littéralement « rêve persistant/insatisfait ») est le deuxième album de l'artiste japonaise Ado sorti le 10 juillet 2024 via Virgin Music. Annoncé le 20 avril de la même année, il arrive après la sortie de quatorze singles sortis précédemment. On retrouve notamment Show, qui a été utilisé par le parc d'attraction Universal Studios : Japon pour promouvoir l’événement  Halloween Horror Nights ainsi que le titre et Kura Kura, le thème d'ouverture de l'anime Spy × Family saison 2.

## Coulisses de l'album
En 2022, Ado sort son premier album Kyōgen (en). Il se positionna à la première place des deux classements que sont le Oricon Albums Chart et le Billboard Japan Hot Albums. L'album a battu plusieurs records dont celui du premier album d'une artiste féminine à vendre 100 000 copies la semaine de sa sortie, pallier qui n'avait pas été atteint depuis 2008. La même année, Ado chante pour le film d'animation japonais One Piece Film: Red. Les différents titres que l'on retrouve dans le film sont regroupées dans un album Uta's Songs: One Piece Film Red qui a battut des records dans plusieurs pays. Battant notamment des records dans le classement du Japan Hot 100,,. En 2023, Ado a sorti plusieurs singles, ainsi qu'un album de compilation d'enregistrements de mita Album.
Le 20 avril 2024, Universal Music Japan a annoncé le deuxième album d'Ado.
Différentes version de l'album seront publiées. Avec certaines contanant goodies comme des images de sa performance à Los Angeles lors de sa première tournée mondiale, la tournée Wish. D'autres chansons annoncée ont été utilisées comme chansons thèmes pour des films japonais.
"Missing", qui a été écrit par Ringo Sheena, a servi  thème pour Karada Sakari tandis que "Dignity" a servi de thème pour l'adaptation live-action de The Silent Service
"Chocolat Cadabara" a été utilisée par Lotte Wellfood. pour une publicité fêtant leur 60ème anniversaire.

## Liste des pistes
| N° | Titre                                 | Compositeur                     | Producteur        | Durée |
| -- | ------------------------------------- | ------------------------------- | ----------------- | ----- |
| 1  | "Nukerega" 抜け空                     | Yunosuke, Gyuniku               | Yunosuke          | 3:08  |
| 2  | "Missing"行方知れず                   | Ringo, Sheena                   | Sheena            | 3:13  |
| 3  | "Dignity"                             | Tak Matsumoto, Koshi Inaba      | Matsumoto         | 4:12  |
| 4  | "Chocolat Cadabra"ショコラカタブラ    | Taku Inoue, Camellia            | Inoue             | 4:04  |
| 5  | "Kura Kura"クラクラ                   | Meiyo                           | Meiyo, Yoko Kanno | 3:11  |
| 6  | "I'm a Controversy"アタシは問題作     | PinocchioP                      | PinocchioP        | 3:14  |
| 7  | "Rebellion"リベリオン                 | Chinozo                         | Chinozo           | 2:58  |
| 8  | "All night Radio"オールナイトレディオ | Mitchie M                       | Mitchie M         | 3:32  |
| 9  | "Himawari"向日葵                      | Mewhan                          | 40mp, Mewhan      | 4:19  |
| 10 | "Eien no Akuruhi"永遠のあくる日       | Teniwoha                        | Teniwoha          | 4:06  |
| 11 | "Mirror"                              | Natori                          | Natori            | 3:00  |
| 12 | "Rule"ルル                            | Maretu                          | Maretu            | 3:07  |
| 13 | "Show"唱                              | Giga, TeddyLoid, Tophemhat-Khyo | Giga, TeddyLoid   | 3:12  |
| 14 | "Ibara"いばら                         | Vaundy                          | Vaundy            | 4:22  |
| 15 | "Value"                               | Police Piccadilly               | Police Piccadilly | 3:04  |
| 16 | "0"                                   | Sheeno, Mirin                   | Mirin             | 3:00  |

## Classements
| 2024                                  | position |
| ------------------------------------- | -------- |
| Japanese Albums (Oricon)              | 1        |
| Japanese Combined Albums (Oricon)     | 1        |
| Japanese Hot Albums (Billboard Japan) | 1        |

| Chart (2024)             | Position |
| ------------------------ | -------- |
| Japanese Albums (Oricon) | 6        |

## Certifications
| Region       | Certification | Ventes   |
| ------------ | ------------- | -------- |
| Japan (RIAJ) | Médaille d'or | 100,000^ |